# Atlantic Petroleum (Ilhas Feroe)
Atlantic Petroleum é uma companhia petrolífera, sediada em Tórshavn, Ilhas Feroe.

## História
A companhia foi estabelecida em 1998.